# Indonesia chiếm đóng Đông Timor
Indonesia chiếm đóng Đông Timor từ tháng 12 năm 1975 đến tháng 10 năm 1999. Sau thế kỷ cai trị của thực dân Bồ Đào Nha ở Đông Timor, một cuộc đảo chính năm 1974 tại Bồ Đào Nha dẫn đến phi thực dân hóa tại các thuộc địa cũ của Bồ Đào Nha, tạo ra sự bất ổn tại Đông Timor và khiến cho tương lai Đông Timor trong tình trạng bấp bênh. Sau một cuộc nội chiến quy mô nhỏ, Mặt trận Cách mạng vì một Đông Timor độc lập (Fretilin) ủng hộ độc lập tuyên bố chiến thắng ở thủ đô Dili và tuyên bố một Đông Timor độc lập vào ngày 28 tháng 11 năm 1975.
Ngay sau đó, Indonesia tuyên bố rằng đã được các lãnh đạo Đông Timor đề nghị hỗ trợ, lực lượng quân đội Indonesia đã tiến hành xâm lược Đông Timor vào ngày 07/12/1975 và đến năm 1979, Indonesia đã tiêu diệt tất cả trừ các cuộc kháng chiến vũ trang chống lại sự chiếm đóng. Sau một cuộc họp "Đại hội Nhân dân" gây tranh cãi mà nhiều người nói là không phải là một hành động tự quyết xác thực, Indonesia tuyên bố lãnh thổ này là một tỉnh của Indonesia (Timor Timur).
Ngay sau cuộc xâm lược, các cơ quan Liên Hợp Quốc như Đại hội đồng và Hội đồng Bảo an đã thông qua các nghị quyết lên án hành động của Indonesia ở Đông Timor và kêu gọi rút khỏi lãnh thổ ngay lập tức. Úc và Indonesia là những quốc gia duy nhất trên thế giới công nhận Đông Timor là một tỉnh của Indonesia, và ngay sau đó họ bắt đầu đàm phán để phân chia các nguồn lực được tìm thấy trong Timor Gap. Các chính phủ khác, bao gồm cả các chính phủ Hoa Kỳ, Nhật Bản, Canada và Malaysia, cũng hỗ trợ chính phủ Indonesia. Tuy nhiên, cuộc xâm lược Đông Timor và sự đàn áp phong trào độc lập của nó đã gây tổn hại lớn đến uy tín và sự tín nhiệm quốc tế của Indonesia.
Trong 24 năm, chính phủ Indonesia đã bắt người dân Đông Timor tra tấn thường xuyên và có hệ thống, làm nô lệ tình dục, hành quyết không cần xét xử, thảm sát và bỏ đói có chủ ý. Cuộc thảm sát ở Santa Cruz năm 1991 đã gây ra sự phẫn nộ trên khắp thế giới, và rất nhiều báo cáo về những vụ giết người như vậy. Sự phản kháng đối với sự thống trị của Indonesia vẫn mạnh mẽ; năm 1996, giải Nobel Hòa bình được trao cho hai người đàn ông đến từ Đông Timor, Carlos Filipe Ximenes Belo và José Ramos-Horta, vì những nỗ lực không ngừng của họ nhằm chấm dứt sự chiếm đóng một cách hòa bình. Ngày 30 tháng 8 năm 1999, một cuộc trưng cầu dân ý phổ thông do Liên Hợp Quốc giám sát và đa số áp đảo dân Đông Timor bỏ phiếu thuận đồng ý độc lập khỏi Indonesia, và năm 2002 Đông Timor trở thành một quốc gia độc lập. Ủy ban Tiếp nhận, Sự thật và Hòa giải Đông Timor ước tính số người chết trong thời kỳ chiếm đóng vì nạn đói và bạo lực là từ 90,800 đến 202,600, bao gồm từ 17,600 đến 19,600 người chết hoặc mất tích do bạo lực, trong đó tổng số dân Đông Timor vào khoảng 823,386 người năm 1999. Ủy ban sự thật thông báo rằng các lực lượng Indonesia chịu trách nhiệm cho khoảng 70% các vụ giết người bạo lực.
Sau cuộc bỏ phiếu đòi độc lập năm 1999, các nhóm bán quân sự làm việc cho quân đội Indonesia đã tiến hành một làn sóng bạo lực cuối cùng, trong đó phần lớn cơ sở hạ tầng của Đông Timor bị phá hủy. Lực lượng Quốc tế do Australia lãnh đạo ở Đông Timor đã khôi phục lại trật tự, và sau khi lực lượng Indonesia rời Đông Timor, Cơ quan Chuyển tiếp của Liên Hợp Quốc tại Đông Timor đã quản lý lãnh thổ này trong hai năm, thành lập Đơn vị Tội phạm Nghiêm trọng để điều tra và truy tố các tội phạm năm 1999. Phạm vi hạn chế của nó và số lượng bản án nhỏ của các tòa án Indonesia đã khiến nhiều nhà quan sát kêu gọi một tòa án quốc tế về Đông Timor.
Đại học Oxford đã tổ chức một sự đồng thuận học thuật gọi việc chiếm đóng Đông Timor là một tội ác diệt chủng và Đại học Yale dạy nó như một phần của chương trình Nghiên cứu về Diệt chủng của mình.

## Bối cảnh
Người Bồ Đào Nha đến Timor lần đầu tiên vào thế kỷ 16, và vào năm 1702, Đông Timor nằm dưới sự quản lý là thuộc địa Bồ Đào Nha. Sự cầm quyền của người Bồ Đào Nha hạn chế cho đến khi hòn đảo bị chia cắt với Đế quốc Hà Lan vào năm 1860. Vào những năm 1940, Đông Timor là một chiến trường quan trọng trong Chiến tranh Thái Bình Dương, bị 20,000 quân Nhật chiếm đóng. Cuộc giao chiến đã giúp ngăn chặn sự chiếm đóng của Nhật Bản đối với Australia nhưng khiến 60,000 người Đông Timor thiệt mạng.
Khi Indonesia giành được độc lập sau Thế chiến II dưới sự lãnh đạo của Sukarno, Indonesia không tuyên bố quyền kiểm soát Đông Timor và ngoài những luận điệu chống thực dân nói chung, nước này không phản đối sự kiểm soát của Bồ Đào Nha đối với lãnh thổ Đông Timor. Một cuộc nổi dậy năm 1959 ở Đông Timor chống lại người Bồ Đào Nha đã không được chính phủ Indonesia ủng hộ. Một tài liệu của Liên Hợp Quốc năm 1962 ghi nhận: "chính phủ Indonesia đã tuyên bố rằng họ duy trì quan hệ hữu nghị với Bồ Đào Nha và không có yêu sách đối với Timor của Bồ Đào Nha...". Những đảm bảo này tiếp tục sau khi Suharto lên nắm quyền vào năm 1965. Một quan chức Indonesia tuyên bố vào tháng 12 năm 1974: "Indonesia không có tham vọng lãnh thổ ... Vì vậy, không có vấn đề gì về việc Indonesia muốn thôn tính Timor của Bồ Đào Nha."
Năm 1974, một cuộc đảo chính ở Lisbon đã gây ra những thay đổi đáng kể trong mối quan hệ của Bồ Đào Nha với thuộc địa của mình ở Timor. Sự thay đổi quyền lực ở châu Âu đã thúc đẩy các phong trào đòi độc lập ở các thuộc địa như Mozambique và Angola, và chính phủ mới của Bồ Đào Nha bắt đầu quá trình phi thực dân hóa ở Đông Timor. Việc đầu tiên trong số này là sự mở đầu của tiến trình chính trị.

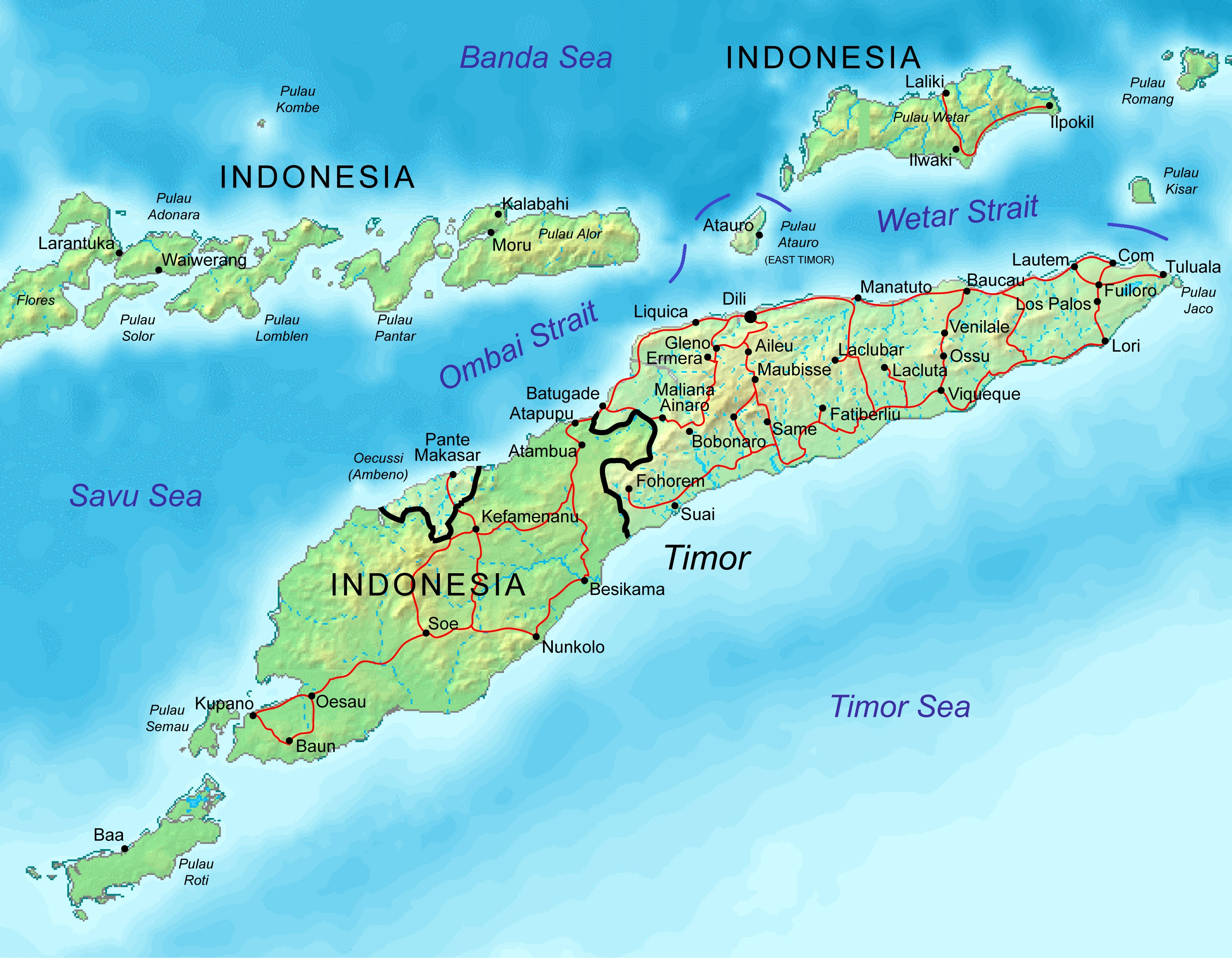
Bản đồ Đông Timor và các thành phố lớn của nó

### Fretilin, UDT, và APODETI
Khi các đảng chính trị Đông Timor lần đầu tiên được hợp pháp hóa vào tháng 4 năm 1974, ba nhóm nổi lên như những người đóng vai trò quan trọng trong bối cảnh hậu thuộc địa. União Democrática Timorense (Liên minh Dân chủ Timorese, hay UDT), được thành lập vào tháng 5 bởi một nhóm các chủ đất giàu có. Ban đầu được thành lập để duy trì Đông Timor như một quốc gia bảo hộ thuộc Bồ Đào Nha, vào tháng 9, UDT tuyên bố ủng hộ nền độc lập. Một tuần sau, Frente Revolucionária de Timor-Leste Independente (Mặt trận Cách mạng vì một Đông Timor Độc lập, hay Fretilin) được thành lập. Ban đầu được tổ chức dưới tổ chức ASDT (Associacão Social Democrata Timorense, Hội Dân chủ Xã hội Timorese), nhóm tán thành "các học thuyết phổ biến của chủ nghĩa xã hội", cũng như "quyền độc lập". Tuy nhiên, khi tiến trình chính trị ngày càng căng thẳng, nhóm này đã đổi tên và tuyên bố là "đại diện hợp pháp duy nhất của nhân dân". Cuối tháng 5 chứng kiến sự thành lập của đảng phái thứ ba, Associacão Popular Democa Timorense (Hội Dân chủ Nhân dân Timorese, hay APODETI). Ủng hộ sự hội nhập của Đông Timor với Indonesia và ban đầu có tên là Associacão Integraciacao de Timor Indonesia (Hội hợp nhất Timor vào Indonesia), APODETI bày tỏ lo ngại rằng một Đông Timor độc lập sau đó sẽ yếu kém về kinh tế và dễ bị tấn công.

Fretilin nắm quyền sau cuộc nội chiến và tuyên bố một Đông Timor độc lập vào ngày 28 tháng 11 năm 1975.

Những người theo chủ nghĩa dân tộc và cứng rắn trong quân đội Indonesia, đặc biệt là lãnh đạo cơ quan tình báo Kopkamtib và đơn vị hoạt động đặc biệt, Kopassus, coi cuộc đảo chính của Bồ Đào Nha là cơ hội để Đông Timor sát nhập với Indonesia. Chính phủ trung ương và quân đội lo ngại rằng một Đông Timor do phe cánh tả cai trị có thể được sử dụng làm căn cứ cho các cuộc xâm lược bởi các cường quốc thù địch vào Indonesia, và một Đông Timor độc lập trong quần đảo có thể truyền cảm hứng cho những kẻ chủ trương ly khai trong các tỉnh của Indonesia. Nỗi sợ hãi về sự tan rã quốc gia đã xuất hiện khi các nhà lãnh đạo quân sự thân cận với Suharto và vẫn là một trong những biện minh mạnh mẽ nhất của Indonesia cho việc từ chối hoan nghênh viễn cảnh Đông Timor độc lập hoặc thậm chí tự trị cho đến cuối những năm 1990. Các tổ chức tình báo quân sự ban đầu tìm kiếm một chiến lược thôn tính phi quân sự, dự định sử dụng APODETI làm phương tiện tích hợp của nó.
Vào tháng 1 năm 1975, UDT và Fretilin thành lập một liên minh dự kiến nhằm giành độc lập cho Đông Timor. Đồng thời, chính phủ Úc báo cáo rằng quân đội Indonesia đã tiến hành một cuộc tập trận "trước cuộc xâm lược" tại Lampung. Trong nhiều tháng, Bộ chỉ huy Hoạt động Đặc biệt của Indonesia, Kopassus, đã bí mật hỗ trợ APODETI thông qua Operasi Komodo (Chiến dịch Komodo, được đặt theo tên của loài thằn lằn). Bằng cách phát đi các cáo buộc về chủ nghĩa cộng sản giữa các nhà lãnh đạo Fretilin và gieo rắc mối bất hòa trong liên minh UDT, chính phủ Indonesia đã thúc đẩy sự bất ổn ở Đông Timor và, theo các nhà quan sát, tạo cớ để xâm lược. Đến tháng 5, căng thẳng giữa hai nhóm khiến UDT rút khỏi liên minh.
Trong nỗ lực đàm phán giải quyết tranh chấp về tương lai của Đông Timor, Ủy ban Phi thực dân hóa Bồ Đào Nha đã triệu tập một hội nghị vào tháng 6 năm 1975 tại Ma Cao. Fretilin tẩy chay cuộc họp để phản đối sự hiện diện của APODETI; đại diện của UDT và APODETI phàn nàn rằng đây là nỗ lực cản trở quá trình phi thực dân hóa. Trong cuốn hồi ký Funu: Saga chưa hoàn thành của Đông Timor năm 1987, nhà lãnh đạo Fretilin José Ramos-Horta nhớ lại "những cuộc phản đối kịch liệt" của ông đối với việc đảng của ông từ chối tham dự cuộc họp. "Điều này", ông viết, "là một trong những sai lầm chính trị chiến thuật của chúng tôi mà tôi không bao giờ có thể tìm ra lời giải thích thông minh."

### Đảo chính, nội chiến và tuyên bố độc lập
Căng thẳng lên đến đỉnh điểm vào giữa năm 1975 khi tin đồn bắt đầu lan truyền về khả năng chiếm đoạt quyền lực từ cả hai đảng độc lập. Vào tháng 8 năm 1975, UDT tổ chức một cuộc đảo chính tại thủ đô Dili, và một cuộc nội chiến quy mô nhỏ đã nổ ra. Ramos-Horta mô tả cuộc giao tranh là "đẫm máu", và nêu chi tiết bạo lực do cả UDT và Fretilin thực hiện. Ông trích dẫn Ủy ban Chữ thập đỏ Quốc tế, đã thống kê được 2,000–3,000 người chết sau chiến tranh. Cuộc giao tranh buộc chính phủ Bồ Đào Nha rút lên đảo Atauro gần đó. Fretilin đã đánh bại lực lượng của UDT sau hai tuần, trước sự ngạc nhiên của Bồ Đào Nha và Indonesia. Các nhà lãnh đạo UDT đã bỏ chạy đến Tây Timor do Indonesia kiểm soát. Tại đó, họ đã ký một bản kiến nghị vào ngày 7 tháng 9 kêu gọi sự sát nhập của Đông Timor với Indonesia; hầu hết các báo cáo chỉ ra rằng sự ủng hộ của UDT đối với quan điểm này là do Indonesia ép buộc.
Khi họ đã giành được quyền kiểm soát Đông Timor, Fretilin phải đối mặt với các cuộc tấn công từ phía tây, bởi các lực lượng quân sự Indonesia - khi đó được gọi là Angkatan Bersenjata Republik Indonesia (ABRI) - và bởi một nhóm nhỏ quân UDT. Indonesia chiếm thành phố biên giới Batugadé vào ngày 8 tháng 10 năm 1975; Balibó và Maliana gần đó đã bị chiếm tám ngày sau đó. Trong cuộc đột kích Balibó, các thành viên của một nhóm tin tức truyền hình Úc - sau này được gọi là "Balibo Five" - đã bị lính Indonesia giết chết. Các quan chức quân đội Indonesia nói rằng những cái chết là do vô tình, và các nhân chứng Đông Timor nói rằng các nhà báo đã bị giết một cách có chủ ý. Những cái chết, cùng các chiến dịch và cuộc điều tra sau đó, đã thu hút sự chú ý của quốc tế và tăng cường ủng hộ cho nền độc lập của Đông Timor.
Vào đầu tháng 11, bộ trưởng ngoại giao Indonesia và Bồ Đào Nha đã gặp nhau tại Rome để thảo luận về cách giải quyết xung đột. Mặc dù không có nhà lãnh đạo Timore nào được mời tham dự cuộc đàm phán, Fretilin đã gửi một thông điệp bày tỏ mong muốn được làm việc với Bồ Đào Nha. Cuộc họp kết thúc với việc cả hai bên đồng ý rằng Bồ Đào Nha sẽ gặp các nhà lãnh đạo chính trị ở Đông Timor, nhưng cuộc hội đàm đã không bao giờ diễn ra. Vào giữa tháng 11, các lực lượng Indonesia bắt đầu pháo kích vào thành phố Atabae từ biển và chiếm được thành phố này vào cuối tháng.
Thất vọng trước sự bất động của Bồ Đào Nha, các nhà lãnh đạo Fretilin tin rằng họ có thể ngăn chặn những bước tiến của Indonesia hiệu quả hơn nếu họ tuyên bố một Đông Timor độc lập. Ủy viên Chính trị Quốc gia Mari Alkatiri đã tiến hành một chuyến công du ngoại giao đến Châu Phi, thu hút sự ủng hộ từ các chính phủ ở đó và các nơi khác.
Theo Fretilin, nỗ lực này đã mang lại sự đảm bảo từ 25 quốc gia - bao gồm Cộng hòa Nhân dân Trung Hoa, Liên Xô, Mozambique, Thụy Điển và Cuba - công nhận Đông Timor là quốc gia mới. Cuba hiện có quan hệ thân thiết với Đông Timor ngày nay. Ngày 28 tháng 11 năm 1975, Fretilin đơn phương tuyên bố độc lập cho Cộng hòa Dân chủ Đông Timor. Vào ngày hôm sau, Indonesia thông báo các khu vực lãnh đạo bởi UDT và APODETI  và xung quanh Balibó tuyên bố độc lập khỏi Đông Timor và chính thức là một phần của Indonesia. Tuyên bố Balibo này, thực tế, do tình báo Indonesia soạn thảo và ký trên Bali. Sau đó, điều này được mô tả là 'Tuyên bố Balibohong', một cách chơi chữ của từ tiếng Indonesia có nghĩa là 'nói dối'. Bồ Đào Nha bác bỏ cả hai tuyên bố và chính phủ Indonesia chấp thuận hành động quân sự để bắt đầu sáp nhập Đông Timor.

## Xâm lược
Ngày 7 tháng 12 năm 1975, các lực lượng Indonesia xâm lược Đông Timor. Operasi Seroja (Chiến dịch Hoa sen) là chiến dịch quân sự lớn nhất từng được thực hiện bởi Indonesia. Các binh sĩ từ tổ chức quân sự của Fretilin Falintil giao chiến với lực lượng ABRI trên các đường phố Dili và báo cáo rằng 400 lính dù Indonesia đã thiệt mạng khi họ tiến vào thành phố. Tạp chí Angkasa đưa tin 35 lính Indonesia chết và 122 người từ phía Fretilin. Vào cuối năm đó, 10,000 quân đã chiếm đóng Dili, và 20,000 quân khác đã được triển khai khắp Đông Timor. Số lượng đông đảo, quân Falintil chạy trốn lên núi và tiếp tục hoạt động chiến đấu du kích.

### Hành động tàn bạo của Indonesia
Từ khi bắt đầu cuộc xâm lược, lực lượng TNI đã tham gia vào cuộc tàn sát hàng loạt thường dân Timor. Khi bắt đầu chiếm đóng, đài phát thanh Fretilin đã gửi một bài phát thanh như sau: "Các lực lượng Indonesia đang giết người bừa bãi. Phụ nữ và trẻ em đang bị bắn trên đường phố. Tất cả chúng ta sẽ bị giết .... Đây là một lời kêu gọi để được quốc tế giúp đỡ. Hãy làm điều gì đó để ngăn chặn cuộc xâm lược này." Một người tị nạn ở Timor sau đó đã kể về "những vụ hãm hiếp [và] giết người vô nhân tính đối với phụ nữ và trẻ em và các chủ cửa hàng người Trung Quốc". Giám mục Dili vào thời điểm đó, Martinho da Costa Lopes, sau đó nói: "Những người lính đổ bộ bắt đầu giết tất cả những gì họ có thể tìm thấy. Có rất nhiều xác chết trên đường phố - tất cả những gì chúng tôi có thể thấy là những người lính đang giết, giết, giết." Trong một lần tình cờ, một nhóm năm mươi đàn ông, phụ nữ và trẻ em - bao gồm cả phóng viên tự do người Úc Roger East - đã xếp hàng trên một vách đá bên ngoài Dili và bị bắn, xác của họ rơi xuống biển. Nhiều cuộc thảm sát như vậy đã diễn ra ở Dili, nơi những người xem được lệnh phải quan sát và đếm to khi từng người bị hành quyết. Người ta ước tính rằng ít nhất 2,000 người Timore đã bị thảm sát chỉ trong hai ngày đầu tiên của cuộc xâm lược ở Dili. Ngoài những người ủng hộ Fretilin, những người di cư Trung Quốc cũng bị xử tử hình; 5,000 người đã bị giết chỉ trong ngày đầu tiên.
Các vụ giết người hàng loạt tiếp tục không suy giảm khi các lực lượng Indonesia tiến vào các vùng núi do Fretilin trấn giữ ở Đông Timor. Một hướng dẫn viên tiếng Timorese cho một sĩ quan Indonesia cấp cao nói với cựu lãnh sự Úc, người Bồ Đào Nha, Timor James Dunn rằng trong những tháng đầu của cuộc giao tranh, quân TNI đã "giết hầu hết người Timor mà họ gặp phải." Vào tháng 2 năm 1976 sau khi chiếm được làng Aileu - ở phía nam Dili - và tiêu diệt lực lượng Fretilin còn lại, quân đội Indonesia đã bắn súng máy vào phần lớn người dân thị trấn, bị cáo buộc bắn chết tất cả mọi người trên ba tuổi. Những đứa trẻ được tha đã được đưa trở lại Dili trên xe tải. Vào thời điểm Aileu rơi vào tay quân Indonesia, dân số khoảng 5,000 người; vào thời điểm các nhân viên cứu trợ Indonesia đến thăm ngôi làng vào tháng 9 năm 1976 chỉ còn lại 1,000 người. Vào tháng 6 năm 1976, quân đội TNI bị đánh bại bởi một cuộc tấn công của người Fretilin đã phải chịu quả báo chính xác đối với một trại tị nạn lớn có 5–6,000 người Timorese tại Lamaknan gần biên giới Tây Timor. Sau khi đốt cháy một số ngôi nhà, binh lính Indonesia đã tàn sát khoảng 2,000 đàn ông, phụ nữ và trẻ em.
Vào tháng 3 năm 1977, cựu lãnh sự Úc James Dunn đã công bố một báo cáo nêu chi tiết các cáo buộc rằng kể từ tháng 12 năm 1975, các lực lượng Indonesia đã giết hại từ 50,000 đến 100,000 thường dân ở Đông Timor. Điều này phù hợp với tuyên bố vào ngày 13 tháng 2 năm 1976 của lãnh đạo UDT Lopez da Cruz rằng 60,000 người Timore đã bị giết trong sáu tháng nội chiến trước đó, cho thấy số người chết ít nhất là 55,000 người trong hai tháng đầu tiên của cuộc xâm chiếm. Một phái đoàn gồm các nhân viên cứu trợ Indonesia đã đồng ý với thống kê này. Một báo cáo cuối năm 1976 của Giáo hội Công giáo cũng ước tính số người chết vào khoảng từ 60,000 đến 100,000. Những con số này cũng đã được chứng thực bởi chính những người trong chính phủ Indonesia. Trong một cuộc phỏng vấn vào ngày 5 tháng 4 năm 1977 với Sydney Morning Herald, Bộ trưởng Ngoại giao Indonesia Adam Malik cho biết số người chết là "50,000 người hoặc có lẽ là 80,000".
Chính phủ Indonesia trình bày việc sáp nhập Đông Timor là vấn đề đoàn kết chống thực dân. Một tập sách năm 1977 của Bộ Ngoại giao Indonesia, có tựa đề Phi thực dân hóa ở Đông Timor, bày tỏ sự tôn vinh đối với "quyền tự quyết thiêng liêng" và công nhận APODETI là đại diện thực sự của Đông Timor. Nó tuyên bố rằng sự phổ biến của Fretilin là kết quả của "chính sách đe dọa, tống tiền và khủng bố". Sau đó, Bộ trưởng Ngoại giao Indonesia Ali Alatas đã nhắc lại quan điểm này trong cuốn hồi ký năm 2006 của ông Viên sỏi trong giày: Cuộc đấu tranh ngoại giao cho Đông Timor. Indonesia cho rằng sự phân chia ban đầu của hòn đảo thành đông và tây, Indonesia cho rằng sau cuộc xâm lược, là "kết quả của sự áp bức thuộc địa" do các thế lực đế quốc Bồ Đào Nha và Hà Lan thực thi. Do đó, theo chính phủ Indonesia, việc sáp nhập tỉnh 27 chỉ là một bước nữa trong quá trình thống nhất quần đảo bắt đầu từ những năm 1940.

### Phản ứng của Liên hợp quốc và luật pháp quốc tế
Vào ngày sau cuộc xâm lược, một ủy ban của Đại hội đồng Liên hợp quốc đã triệu tập để thảo luận về tình hình. Các quốc gia liên minh với Indonesia - bao gồm Ấn Độ, Nhật Bản và Malaysia - đã soạn thảo một nghị quyết đổ lỗi cho Bồ Đào Nha và các chính đảng Timore về vụ đổ máu; nó đã bị từ chối ủng hộ một bản dự thảo do Algeria, Cuba, Senegal và Guyana, cùng một số quốc gia khác chuẩn bị. Điều này đã được thông qua như Nghị quyết 3485 (XXX) của GA vào ngày 12 tháng 12, kêu gọi Indonesia "rút quân ngay lập tức". Mười ngày sau, Hội đồng Bảo an Liên hợp quốc nhất trí thông qua Nghị quyết 384 (1975), lặp lại lời kêu gọi của nghị quyết GA về việc Indonesia rút quân ngay lập tức. Một năm sau, Hội đồng Bảo an cũng bày tỏ quan điểm tương tự trong Nghị quyết 389 (1976), và Đại hội đồng đã thông qua nghị quyết hàng năm từ năm 1976 đến năm 1982 kêu gọi quyền tự quyết ở Đông Timor. Chính phủ các nước lớn như Trung Quốc và Hoa Kỳ phản đối hành động tiếp theo; các nước nhỏ hơn như Costa Rica, Guinea-Bissau và Iceland là những phái đoàn duy nhất kêu gọi thực thi mạnh mẽ các nghị quyết. Nghị quyết năm 1982 kêu gọi Tổng Thư ký Liên Hợp Quốc "bắt đầu tham vấn với tất cả các bên liên quan trực tiếp, nhằm khám phá các con đường đạt được giải quyết toàn diện vấn đề".
Chuyên gia pháp lý Roger S. Clark lưu ý rằng việc xâm lược và chiếm đóng của Indonesia đã vi phạm hai yếu tố sống còn của luật pháp quốc tế: quyền tự quyết và cấm xâm lược. Bản kiến nghị ngày 7 tháng 9 năm 1975 kêu gọi sát nhập, cũng như nghị quyết sau đó của "Đại hội nhân dân" vào tháng 5 năm 1976, đều không đủ tiêu chuẩn là "các quá trình dân chủ và được thông báo tiến hành một cách vô tư và dựa trên quyền phổ thông đầu phiếu của người trưởng thành", như Nghị quyết 1541 của Đại hội đồng Liên hợp quốc (XV), thiết lập các hướng dẫn cho các chuẩn mực về quyền tự quyết. Các bất cập khác cũng tồn tại trong các kiến nghị.
Việc Indonesia sử dụng vũ lực quân sự ở Đông Timor được coi là vi phạm Chương I của Hiến chương Liên hợp quốc, trong đó quy định: "Tất cả các Thành viên phải kiềm chế trong các mối quan hệ quốc tế của mình trước sự đe dọa hoặc sử dụng vũ lực chống lại sự toàn vẹn lãnh thổ hoặc độc lập chính trị của bất kỳ quốc gia...." Một số nhà quan sát đã lập luận rằng Đông Timor không phải là một quốc gia vào thời điểm xảy ra cuộc xâm lược, và do đó không được Hiến chương Liên hợp quốc bảo vệ. Tuyên bố này phản ánh những tuyên bố chống lại Indonesia của người Hà Lan trong cuộc Cách mạng Dân tộc Indonesia. Như học giả pháp lý Susan Marks đã chỉ ra, nếu Đông Timor được coi là thuộc địa của Bồ Đào Nha, thì mặc dù "có thể có một số nghi ngờ về việc áp dụng điều khoản này [của Chương I Hiến chương Liên hợp quốc] trong bối cảnh xung đột vũ trang giữa một cường quốc thuộc địa và thuộc địa của mình, khó có thể nghi ngờ rằng nó áp dụng vũ lực của một quốc gia có chủ quyền chống lại thuộc địa của quốc gia khác.

## Indonesia nằm quyền
Vào ngày 17 tháng 12, Indonesia thành lập Chính phủ lâm thời Đông Timor (PSTT) do Arnaldo dos Reis Araújo của APODETI làm chủ tịch và Lopez da Cruz của UDT lãnh đạo. Hầu hết các nguồn đều mô tả thể chế này như một sự thiết lập của quân đội Indonesia. Một trong những hoạt động đầu tiên của PSTT là thành lập một "Đại hội bình dân" bao gồm các đại diện dân cử và các nhà lãnh đạo "thuộc nhiều tầng lớp khác nhau của Timorese". Giống như chính PSTT, Đại hội bình dân thường được mô tả như một công cụ tuyên truyền do quân đội Indonesia tạo ra; mặc dù các nhà báo quốc tế đã được mời đến chứng kiến cuộc họp của nhóm vào tháng 5 năm 1976, phong trào của họ đã bị hạn chế chặt chẽ. Đại hội đã soạn thảo yêu cầu sát nhập chính thức vào Indonesia, mà Jakarta mô tả là "hành động tự quyết" ở Đông Timor.
Indonesia giữ cho Đông Timor tách khỏi phần còn lại của thế giới, ngoại trừ một vài năm vào cuối những năm 1980 và đầu những năm 1990, tuyên bố rằng phần lớn Đông Timor ủng hộ sát nhập. Lập trường này đã được các phương tiện truyền thông Indonesia theo dõi chặt chẽ, vì vậy việc Đông Timor chấp nhận sát nhập với Indonesia là điều hiển nhiên và không phải là vấn đề đối với đa số người Indonesia. Đông Timor được coi là nơi huấn luyện cho các quân đoàn sĩ quan về chiến thuật trấn áp Aceh và Irian Jaya và đóng vai trò quan trọng trong việc đảm bảo sự thống trị của khu vực quân sự đối với Indonesia.

### Các chiến dịch của Indonesia chống lại cuộc kháng chiến
Các nhà lãnh đạo của tình báo Indonesia có ảnh hưởng với Suharto ban đầu đã dự tính rằng cuộc xâm lược, khuất phục sự phản kháng của người Fretilin và sát nhập với Indonesia sẽ nhanh chóng và tương đối không ảnh hưởng. Các chiến dịch tiếp theo của Indonesia kéo dài đến năm 1976 đã gây tàn phá cho Đông Timor, một nơi tiêu hao tài nguyên khổng lồ của Indonesia, gây tổn hại nghiêm trọng cho Indonesia trên trường quốc tế, và cuối cùng là một thất bại. Các vụ giết người bừa bãi, tàn sát của TNI gần các vùng ven biển trong những tháng đầu của cuộc xâm lược đã khiến một phần lớn dân số và hầu hết những người Falintil còn lại vào các vùng trung tâm. Điều này tỏ ra phản tác dụng khi khiến quân đội Indonesia phải chiến đấu chống lại kẻ thù được trang bị tốt và có khả năng tiếp cận các nguồn tài nguyên nông nghiệp và dân số. Người dân thường coi Falintil như một vùng đệm chống lại sự thái quá của các lực lượng Indonesia, dẫn đến sự ủng hộ ngày càng cao cho cuộc kháng chiến. Từ năm 1975 đến 1977, Fretilin đã bảo vệ ít nhất 40% dân số đã rời khỏi các vùng ven biển, trong điều kiện khắc nghiệt, với sự hỗ trợ tích cực của các cộng đồng tập hợp. Schwarz gợi ý rằng thực tế là cơ sở quyền lực của quân đội Indonesia hầu như không bị móp méo do các tính toán sai lầm của tình báo vào giữa những năm 1970 và những thất bại liên tục là thước đo cho sự thống trị của quân đội đối với các vấn đề của Indonesia.
Vào cuối năm 1976, một thế trận bế tắc tồn tại giữa Falintil và quân đội Indonesia. Không thể vượt qua sự kháng cự lớn và cạn kiệt tài nguyên của mình, TNI bắt đầu tái vũ trang. Hải quân Indonesia đã đặt hàng các tàu tuần tra bắn tên lửa từ Hoa Kỳ, Úc, Hà Lan, Hàn Quốc và Đài Loan, cũng như các tàu ngầm từ Tây Đức. Vào tháng 2 năm 1977, Indonesia cũng nhận được mười ba máy bay OV-10 Bronco từ Rockwell International Corporation với sự hỗ trợ từ một khoản tín dụng bán hàng viện trợ quân sự nước ngoài chính thức của chính phủ Hoa Kỳ. Bronco là lý tưởng cho cuộc xâm lược Đông Timor, vì nó được thiết kế đặc biệt cho các hoạt động chống nổi dậy ở địa hình dốc. Đến đầu tháng 2 năm 1977, ít nhất 6 trong số 13 chiếc Broncos đã hoạt động ở Đông Timor và giúp quân đội Indonesia xác định chính xác các vị trí của Fretilin. OV-10 Broncos đã giáng một đòn nặng nề vào Falintil khi máy bay tấn công lực lượng của họ bằng vũ khí thông thường và Napalm do Liên Xô cung cấp được gọi là 'Opalm'. Cùng với vũ khí mới, thêm 10,000 quân đã được gửi đến để bắt đầu các chiến dịch mới được gọi là 'giải pháp cuối cùng'.
Các chiến lược gia TNI đã thực hiện chiến lược tiêu diệt Falintil bắt đầu từ tháng 9 năm 1977. Điều này được thực hiện bằng cách khiến các khu vực trung tâm của Đông Timor không thể duy trì sự sống của con người thông qua các cuộc tấn công bom napalm, chiến tranh hóa học và tàn phá mùa màng. Điều này được thực hiện để buộc người dân đầu hàng trước sự quản thúc của lực lượng Indonesia và tước đoạt thực phẩm và dân số của Falintil. Các quan chức Công giáo ở Đông Timor gọi chiến lược này là một chiến dịch "bao vây và tiêu diệt". 35,000 quân ABRI bao vây các khu vực Fretilin hỗ trợ và giết hại đàn ông, phụ nữ và trẻ em. Các cuộc oanh tạc của không quân và hải quân được theo sau bởi quân bộ binh, những người đã phá hủy các làng mạc và cơ sở hạ tầng nông nghiệp. Hàng ngàn người có thể đã bị giết trong thời kỳ này. Đầu năm 1978, toàn bộ dân thường của làng Arsaibai, gần biên giới Indonesia, đã thiệt mạng vì ủng hộ Fretilin sau khi bị bắn phá và chết đói. Thành công của chiến dịch 'bao vây và tiêu diệt' đã dẫn đến 'chiến dịch thanh lọc cuối cùng', trong đó trẻ em và nam giới sẽ bị buộc phải nắm tay nhau và diễu hành trước các đơn vị Indonesia đang tìm kiếm các thành viên của Fretilin. Khi các thành viên của Fretilin được tìm thấy, các thành viên sẽ buộc phải đầu hàng hoặc tự nổ súng vào người của mình.
Trong thời kỳ này, các cáo buộc về việc người Indonesia sử dụng vũ khí hóa học đã xuất hiện, khi dân làng báo cáo rằng giòi xuất hiện trên cây trồng sau các vụ đánh bom. Đài phát thanh Fretilin cho rằng máy bay Indonesia đã thả chất độc hóa học, và một số quan sát viên - bao gồm cả Giáo mục Dili - báo cáo đã nhìn thấy bom napalm được thả xuống vùng nông thôn. Ủy ban Tiếp nhận, Sự thật và Hòa giải của Liên Hiệp Quốc ở Đông Timor, dựa trên các cuộc phỏng vấn với hơn 8,000 nhân chứng, cũng như các giấy tờ quân sự và thông tin tình báo của Indonesia từ các nguồn quốc tế, xác nhận rằng người Indonesia đã sử dụng vũ khí hóa học và bom napalm để đầu độc thực phẩm và nước tiếp tế tại các khu vực do Fretilin kiểm soát trong chiến dịch "bao vây và tiêu diệt".
Mặc dù tàn bạo nhưng chiến dịch 'bao vây và tiêu diệt' của người Indonesia năm 1977-1978 đã có hiệu quả ở chỗ nó đã phá vỡ sự hậu thuẫn của chính lực lượng dân quân Fretilin. Tổng thống Timorese đầy năng lực và chỉ huy quân sự, Nicolau Lobato, đã bị bắn chết bởi quân đội Indonesia bằng máy bay trực thăng vào ngày 31 tháng 12 năm 1978.